# Поднос
Вижте пояснителната страница за други значения на табла.
Подносът, още та̀блата, е плитка платформа, предназначена за носене на предмети. Може да бъде изработен от различни материали, включително сребро, месинг, ламарина, картон, дърво, меламин и формована целулоза. Подносите са плоски, но с повдигнати ръбове, за да не се плъзгат нещата от тях. Те се правят в различни форми, но обикновено се срещат в овални или правоъгълни форми, понякога с изрязани или прикрепени дръжки, с които да бъдат носени.

## Видове
Тавите варират по цена от евтини формовани тави от целулоза, които са за еднократна употреба, и евтини меламинови тави, използвани в кафенета, дървени тави със средна цена, използвани в дома, до скъпи сребърни тави, използвани в луксозни хотели. Някои имат релефна украса, дръжки и къси крачета за опора.
По-сложно устройство е масичката поднос, която е предназначена да побира поднос или самата тя да служи като поднос. Има два основни вида маси с тави. Масата с поднос за телевизор обикновено е малка масичка, която може да има крака, които се сгъват, за да могат да се носят като поднос. Масата с поднос в самолета е табла, вградена в облегалката на седалката на самолета, която се сгъва, така че човекът, който седи на седалката зад тази, на която е масата, да може да я използва като повърхност, от която да яде ястия, сервирани в самолета.
Подноси от полиетиленова и полиуретанова пяна се използва от супермаркетите и магазините за плодове за опаковане на месо и малки плодове, зеленчуци и гъби. Патентите за този продукт съществуват от 1966 г.
Подносите (тави) за монети се използват за съхранение или събиране на монети. Използват се в банки, ресторанти, магазини, казина и за колекциониране на монети.

## Галерия
- Пластмасов поднос
- Дървен поднос
- Порцеланов поднос, 18 век
- Месингов поднос, ок. 1920 г.
- Месингов поднос, инкрустиран със сребро, 19 век
- Поднос, използван в градинарството за засяване[5], удобен за нареждане в стилажи[6][7]
- Картонен поднос, Полша
- Формован поднос, предназначен за чаши с напитки
- Принтер с извадени тави за хартия
- Касов апарат с тавичка за монети
- Опаковка-табла за монети
- Сгъваема маса-поднос
- Метален поднос – тава, за печене